# RATS
$RATS 是比特币区块链上使用BRC-20协议创建的动物币，发行概览1万亿仓，100%流通。
因为和地球上最多的老鼠同名，并担心传统交易市场老鼠而获得大量用户的强烈支持。

代币标准
BRC-20
发行概览
1万亿
流通率
100%
社区文化
再次散户想法，让meme伟大
这是由下而上发起的一场模因运动
这是机构眼中的韭菜们为了自由而觉醒的社会实验
这是思想拥抱去中心化的解放革命实践